# NBA Playgrounds 2
NBA Playgrounds 2 (NBA 2K Playgrounds 2) est un jeu vidéo de basket-ball développé par Saber Interactive et édité par 2K Games, sorti en 2018 sur Windows, Nintendo Switch, PlayStation 4 et Xbox One.
Il fait suite à NBA Playgrounds.

## Système de jeu
NBA Playground 2 est un jeu de basket-ball type jeux d'arcade qui rappelle NBA Jam, loin du réalisme de la licence NBA 2K la réussite du jeu mise sur son dynamisme, sa musique et la convivialité du jeu entre potes. 

## Accueil
- Jeuxvideo.com : 14/20[1]